# Јело
Јело у гастрономији је специфична припрема хране, „посебан артикал или разноврсна храна“, готова за јело или за послуживање.
Јело се може послужити на посуђу, или се може јести у рукама.
Упутства за припрему јела називају се рецепти.
Нека јела, на пример хот дог са кечапом, ретко имају сопствене рецепте штампане у куварима јер се праве једноставним комбиновањем две готове намирнице.

## Именовање
Многа јела имају специфична имена, као што је sauerbraten, док друга имају описна имена, као што је "печени рибстек". Многа су названа по одређеним местима, понекад због специфичне асоцијације на то место, као што су бостонски печени пасуљ или bistecca alla fiorentina, а понекад и не: поширана јаја Фирентинска у суштини значи "поширана јаја са спанаћем". Неки су именовани за одређене појединце:
- У њихову част: на пример, сир Брила-Саварин, назван по француском гурману из 18. века и познатом политичком личности Жану Антхелму Брила-Саварину;[3]
- После прве особе за коју је јело припремљено: на пример, Шаљапин бифтек, направљен по наруџбини руског оперског певача Феодора Шаљапина 1934. године у Јапану;[4][5]
- По проналазачу, било да му је та особа дала име или зато што је јело створено у кухињи проналазача.

Нека јела имају много прича о њиховом стварању, што понекад може отежати сазнање правог порекла назива јела.